# Robert Swain Gifford

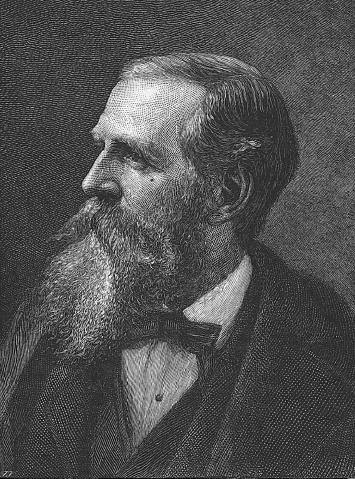
Robert Swain Gifford - 1880

Robert Swain Gifford (23 de diciembre de 1840 - 15 de enero de 1905) fue un pintor paisajista estadounidense que fue muy influenciado por la escuela de Barbizon.

## Infancia y educación
Gifford nació en la isla de Nonamesset, en las islas Elizabeth, al sur de Cape Cod, Massachusetts. Cuando tenía 2 años se trasladó con su familia al área de New Bedford y asistió a las escuelas públicas en New Bedford. Cuando era un adolescente, el pintor holandés Albertus Van Beest llegó a New Bedford y los dos colaboraron en pinturas de barcos. 

## Carrera
Gifford abrió un estudio en Boston en 1864. Dos años más tarde se trasladó a la ciudad de Nueva York. En 1867 fue nombrado Asociado de la Academia Nacional de Diseño y en 1878 se convirtió en miembro de pleno derecho. Viajó y pintó en Oregón y California y después partió hacia Europa, donde visitó Gran Bretaña, Francia, Italia y España. Antes de regresar a Estados Unidos viajó a Marruecos y Egipto y pintó algunos temas de esas regiones. A él se unieron otros artistas como Louis Comfort Tiffany. Gran parte de su obra se centra en los paisajes de Nueva Inglaterra. Junto con sus contemporáneos victorianos de las escuelas de White Mountain y Hudson River, ayudó a inmortalizar los majestuosos acantilados de Grand Manan en la Bahía de Fundy. Su pintura de la isla, Pettes Cove, es ilustrativa de su magistral obra de marinas. En 1867, fue elegido miembro de la Academia Nacional de Diseño como miembro asociado y se convirtió en miembro de pleno derecho en 1878. También fue miembro de la Sociedad de Artistas Americanos.
En 1876 fue ganador de una medalla en la Exposición del Centenario de Filadelfia y en la Exposición Internacional de París en 1889. En 1899, fue el artista miembro de la famosa Expedición de Harriman a Alaska. Gifford murió en su casa de Nueva York en 1905.
Algunas de sus obras se exponen en las galerías más destacadas de Estados Unidos, incluidos los Museos de Bellas Artes de San Francisco, el Museo Metropolitano de Arte de Nueva York y el Museo de Arte Americano Smithsoniano de Washington D. C..

## Galería

### Pinturas de óleo

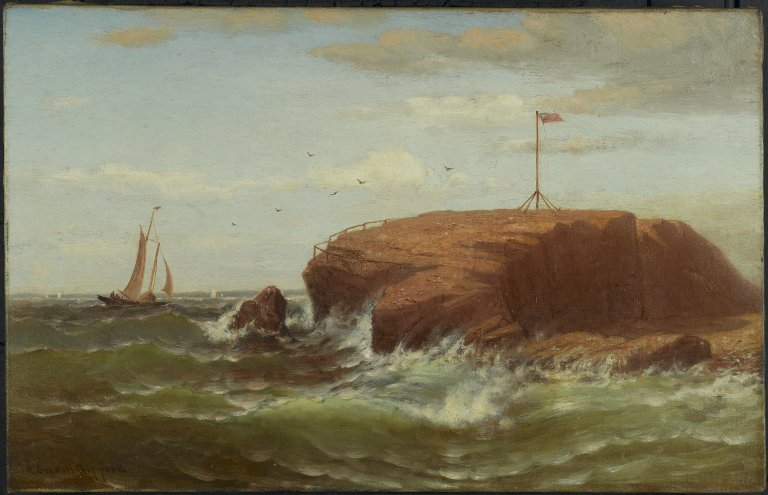
Seconnet Rock, New Bedford, Massachusetts (circa 1865) óleo sobre lienzo, 36 x 56,3 cm (14,1 x 22,1 pulgadas), Museo de Brooklyn, Nueva York
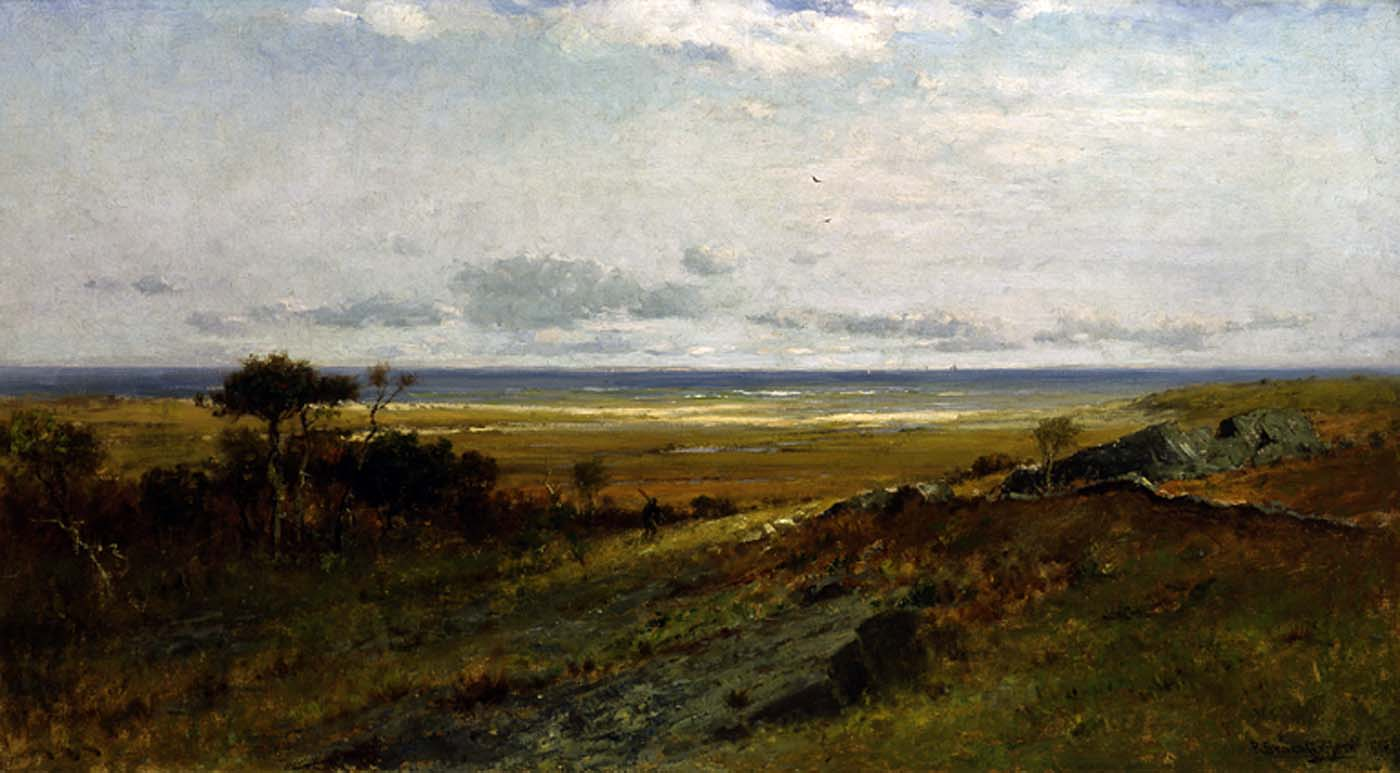
Cerca del océano (1879) óleo sobre lienzo, 57,1 x 102,8 cm (22,5 x 40,5 pulgadas), Museo Smithsonian de Arte Americano, Washington DC
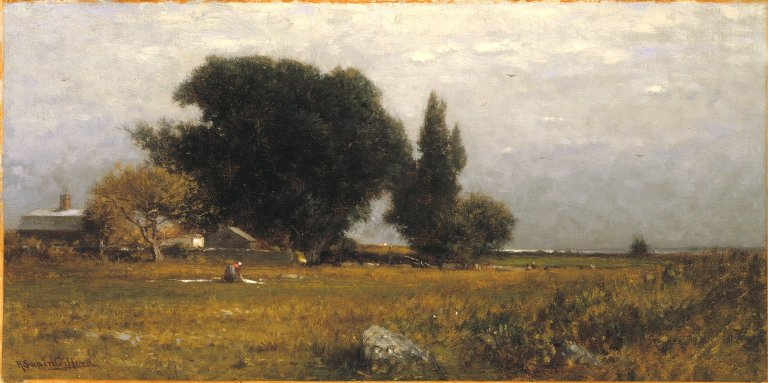
Árboles y prados (circa 1885) óleo sobre lienzo, 30,3 x 60,6 cm (11,9 x 23,8 pulgadas), Museo de Brooklyn, Nueva York

### Grabados

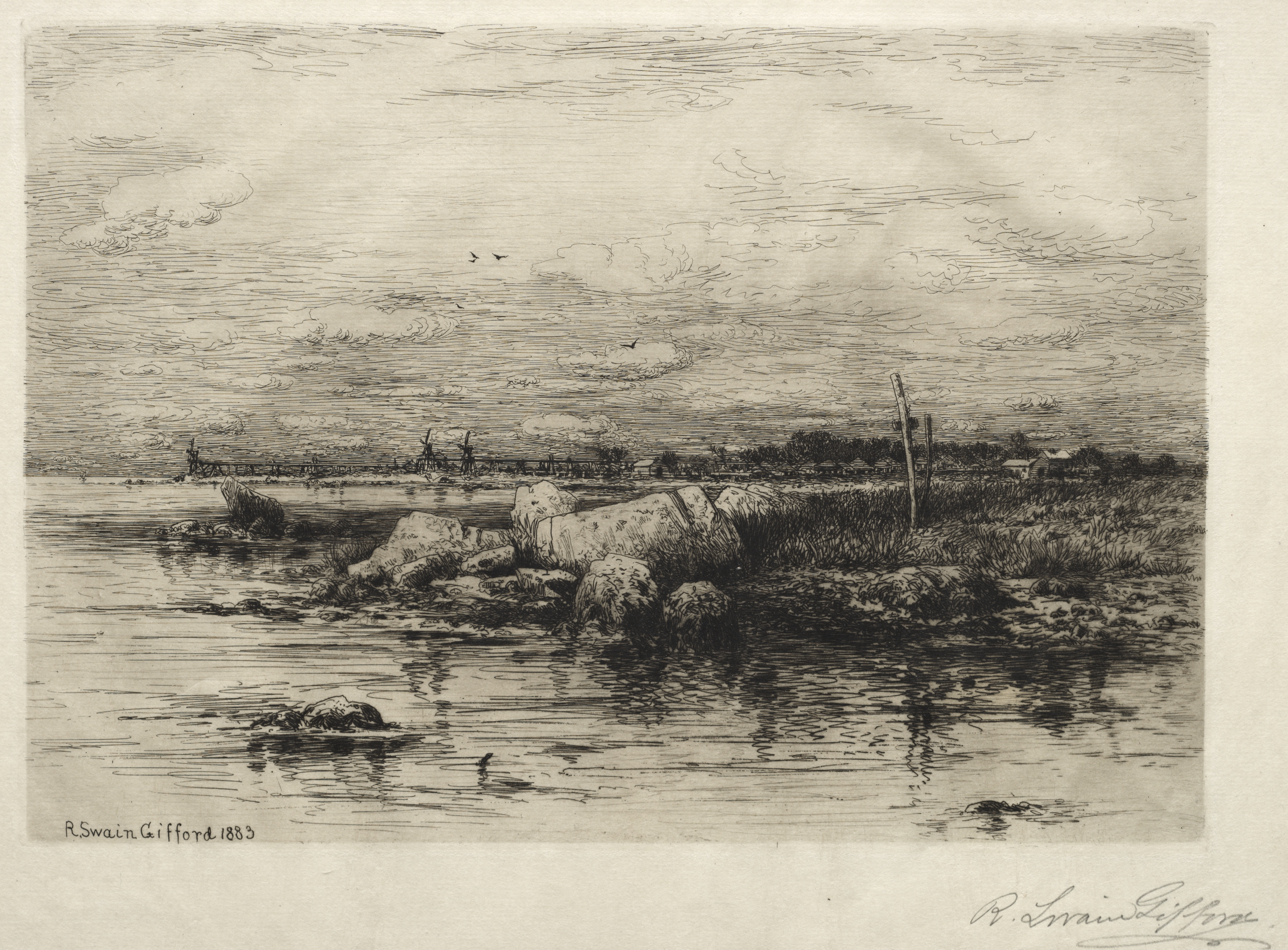
Desembocadura del río Apponaganasett (1883) aguafuerte, tamaño de placa 18,9 x 28,8 cm (7 7/16 x 11 5/16 pulg.), Museo de Arte de Cleveland, Cleveland, Ohio
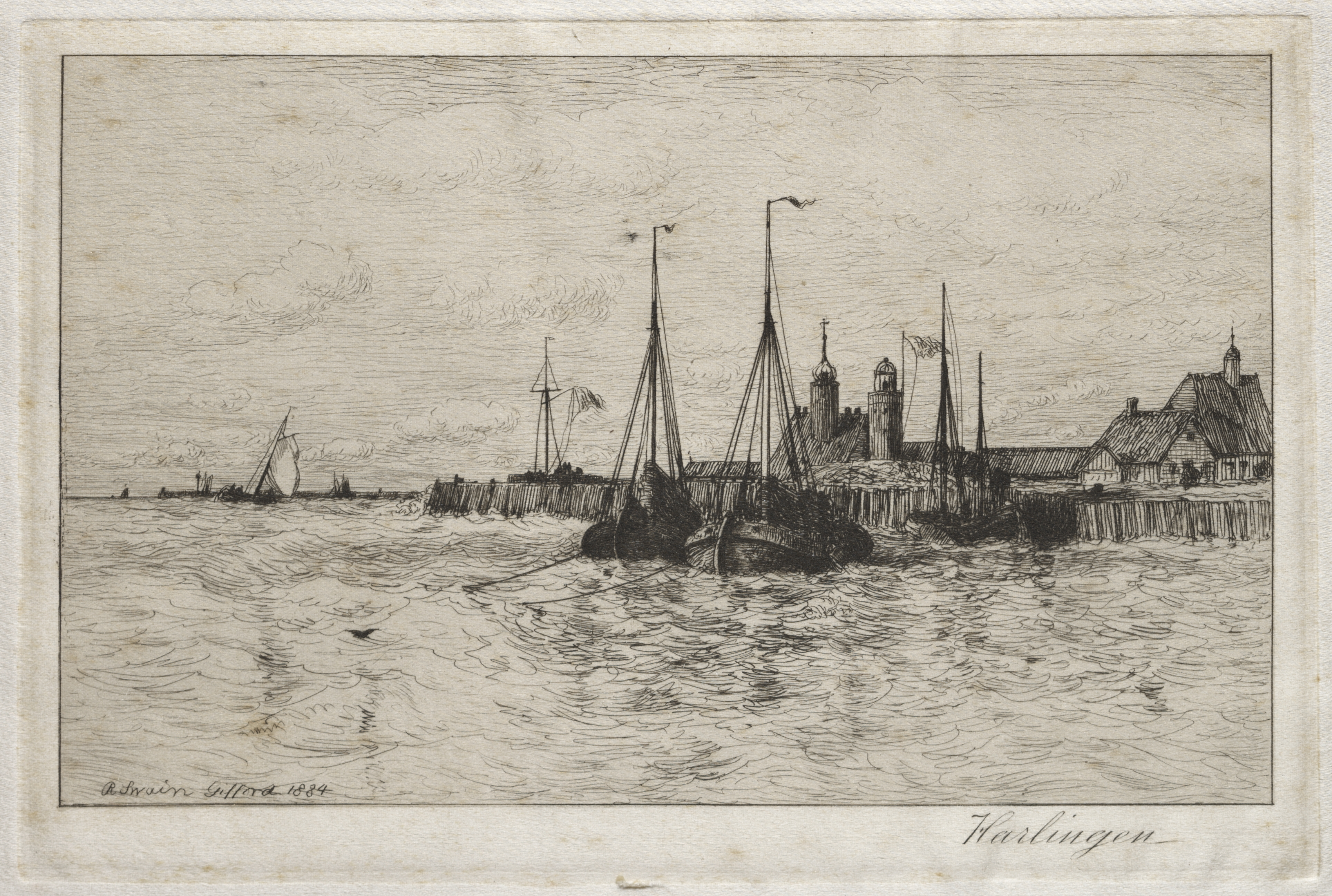
Aguafuerte de Harlingen (1884), tamaño desconocido, Museo de Arte de Cleveland, Cleveland, Ohio
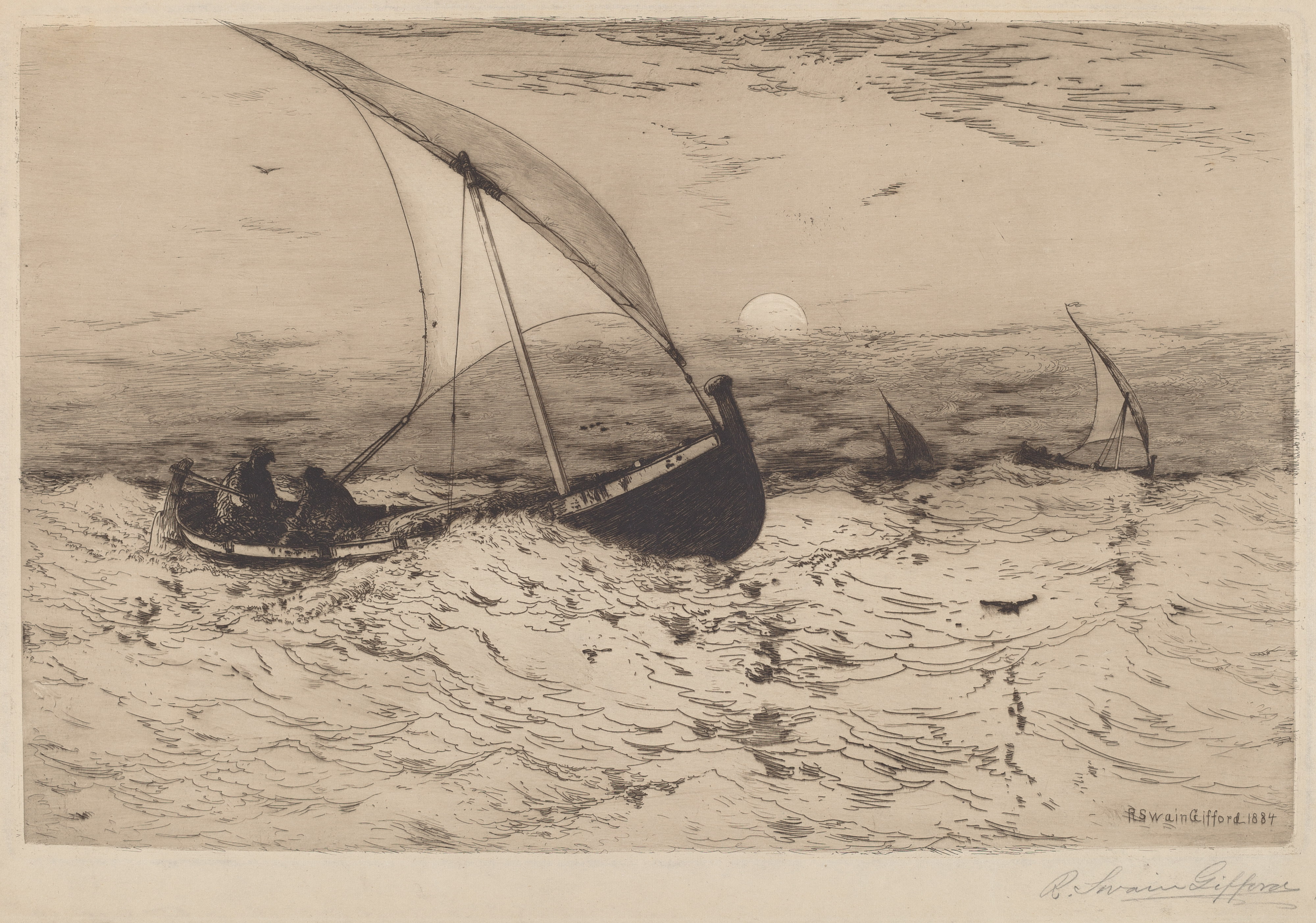
Barcos pesqueros napolitanos que regresan a casa (1884) aguafuerte y punta seca, tamaño de la plancha 27,6 x 43 cm. (10,8 x 16,5 pulg.), Galería Nacional de Arte, Washington, DC
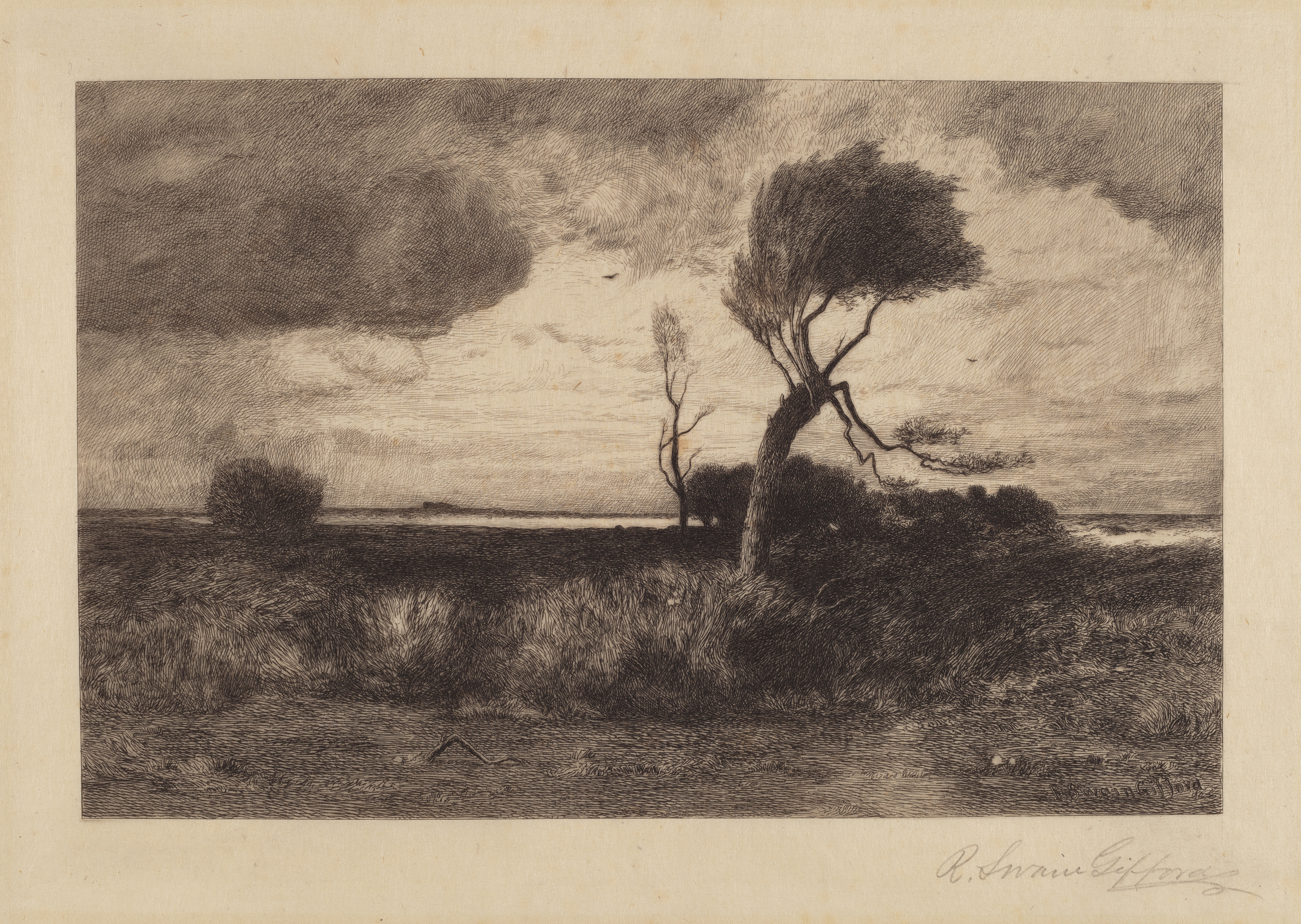
Cerca de la costa, lámina grande (1886) aguafuerte, lámina: 17,4 × 27,1 cm (6 7/8 × 10 11/16 pulg.), Galería Nacional de Arte, Washington, DC